# 埃特纳 (加利福尼亚州)
埃特纳（英語：Etna），是美国加利福尼亚州锡斯基尤县下属的一座城市。建市于1878年3月13日，面积大约为0.76平方英里（2平方公里）。根据2010年美国人口普查，该市有人口737人。